# Служебная марка
Служебная марка (англ. official stamps, нем. Dienstmarke) — почтовая марка для служебной почты, то есть для государственной или ведомственной переписки. Служебные марки не продаются в розничной сети и не предназначены для оплаты частной переписки.

## Описание
Служебные марки составляют отдельную группу знаков почтовой оплаты, отличную от группы марок общего пользования. Они употребляются учреждениями, организациями (включая почтовые службы), определёнными категориями лиц. В этой группе выделяют следующие подгруппы:
1. Служебные марки для оплаты государственной и ведомственной корреспонденции.
2. Служебные марки для нужд почтовых служб.

К последней подгруппе относят марки для писем, получатель которой отказывался их забрать или не был найден, а также штрафные марки.
Служебные марки предназначаются для тех же целей, что и обычные почтовые марки, за исключением того, что их нельзя приобрести в почтовых отделениях. Большинство служебных марок имеют номиналы, но некоторые бывают без номинала. Ряд стран, к примеру, таких как Австралия, Новый Южный Уэльс, Новая Зеландия и Ниуэ, выпускали служебные марки, которые легко узнавались благодаря наличию на них слов типа англ. «Official» («Служебное»), «Service» («Служебное»), нем. «Dienstmarke» («Служебная марка») или аббревиатур англ. «O. S.» («Official service» — «Официальная служба») или «O. H. H. S.» («On Her/His Majesty’s Service» — «На службе его/её Величества»), либо в виде надпечатки, либо в виде перфина. Некоторые страны в качестве служебной марки использовали обычные марки с надпечаткой, например, «OFICIAL» или «OFFICIAL», или с перфином, например, в виде «OS» («Official Service»), и др.

## Виды служебных марок

### Адмиралтейства
Служебные марки адмиралтейства — особые почтовые марки, эмитировавшиеся в 1903 и 1904 годах в Великобритании для франкирования почтовых отправлений морского министерства путём нанесения соответствующей надпечатки на почтовые марки 6 номиналов.

### Биржи труда
Служебные марки биржи труда — служебные марки, эмитировавшиеся в 1896—1902 годах в Великобритании для почтовых отправлений биржи труда, для чего на почтовых марках 11 номиналов была сделана надпечатка аббревиатуры англ. O.W. Official (Office of Works Official — «Биржа труда. Служебное»). До этого в обращении были марки номиналом 0,5 и 1 пенни 1881—1887 годов с перфином аббревиатуры названия «Биржа труда» и контуров короны.

### Внутренние
Внутренние служебные марки — марки внутреннего пользования, которые не выдаются почтовым клиентам, а используются только во внутренней службе почтовой администрации. Примером могут служить такие марки, выпускавшиеся в 1866/1869 годах в Пруссии номиналом 10 и 30 серебряных грошей, в 1869/1872 годах Северо-Германским почтовым союзом номиналом 10 и 30 грошей, в 1872/1874 годах в Германской империи номиналом 10 и 30 грошей, в 1920 году в Данциге номиналом 60 пфеннигов, 1 и 2 марки.

### Военные
Военные служебные марки — специальные почтовые марки для оплаты доставки служебных почтовых отправлений военных учреждений. Для них характерен соответствующий текст, чаще всего в виде надпечаток на обычных почтовых марках. Такие марки выпускались в некоторых странах, например в Великобритании. Например, марки англо-египетского Судана 1905/1925 года, 1905/1913 года с надпечаткой англ. «Army Official» или «Army Service» («Армейское служебное»); 1913/1925 годов с перфином «AS» на универсальных почтовых марках.
От военных служебных марок следует отличать служебные марки для министерских учреждений, такие как универсальные почтовые марки Аргентины 1913/1937 годов с надпечаткой исп. «M.G.» (Ministerio Guerra — «Военное министерство») или «M.M.» (Ministerio Marine — «Военно-морское министерство») и служебные марки США 1873/1884 с надписью англ. «War Dept» (War Department — «Военное министерство»).

### Вспомогательные
Вспомогательные служебные марки — почтовые марки, временно использовавшиеся для франкирования служебных почтовых отправлений. Как правило, они обозначены соответствующим образом. К примеру, такие марки были выпущены в Германии в 1928 году.

### Выставочные
Выставочные служебные марки — специальные марки, подготовленные для использования дирекцией юбилейной выставки 1906 года в Бухаресте (Румыния) и представлявшие собой выпущенные в честь выставки памятные марки с надпечаткой (румын.) аббревиатуры текста «Выставочная служба». В почтовом обращении эти марки не были.

### Контрольные
Контрольные служебные марки — контрольные марки, не имеющие франкировальной силы и предназначенные для обозначения служебных почтовых отправлений. Примером могут служить такие марки, выпускавшиеся с 1952 года в Португалии.

### Полиции
Служебные марки полиции или полицейские служебные марки — марки, предназначенные для франкирования служебных почтовых отправлений полиции. В Южной Австралии в 1868—1874 годах на марках была сделана надпечатка соответствующей аббревиатуры англ. «C.P.» (Commissioner of Police — Комиссар полиции). В Дании (с 1902), Германии, ГДР, ФРГ на почтовых марках делались соответствующие проколы: прокол короны и букв «STP» (Дания с 1902), прокол букв «POL» (марки Германской имперской почты с 1927, немецкие выпуски 1945/1949 годов для управлений полиции Галле, Эссена, Франкфурта-на-Майне, марки ГДР 1949/1953 годов для управления Народной полиции Галле, марки ФРГ с 1949 года для управления полиции Эссена до 1956 года и Оберхаузена до 1965 года).

### Посылочные
Служебные посылочные марки — специальные почтовые марки, предназначенные для оплаты доставки служебных посылок в Великобритании (1893—1902). Эти марки представляли собой надпечатку англ. «Govt parcels» («Правительственная посылка») на стандартных марках Великобритании 17 номиналов.

### Расчётные
Расчётные служебные марки — служебные марки для расчётных целей, эмитированные в Уругвае в 1937 году посредством нанесения на почтовых марках надпечатки (исп.) «Служба оплаты и доплаты». Гашение этих марок на почтовых отправлениях не производилось .

### Сберегательные
Служебные сберегательные марки — вид почтовых марок для франкирования служебных почтовых отправлений почтовых сберегательных касс. Например, в США в 1910—1911 годах выпускались такие марки с надписью англ. «Postal Savings/Official Mail».

### Страховые
Страховые служебные марки — марки для почтовых нужд государственной системы страхования жизни в Новой Зеландии, эмитировавшиеся почтой Новой Зеландии с 1891 года. Надпись на этих марках — «Government Life Insurance Department» («Правительственный департамент страхования жизни»).

## История
Впервые идея подобной марки возникла в 1840 году в виде британской служебной марки VR (англ. «VR official»), но не была реализована, и практически все листы этих марок были уничтожены. Первая действительно находившаяся в обращении служебная марка появилась в Испании в 1854 году, затем в 1866 году в Британской Индии.
Для изготовления служебных марок очень часто делались надпечатки на почтовых марках общего пользования. Так, в 1901—1904 годах в качестве служебных применялась британская марка в 6 пенсов с портретом Эдуарда VII и надпечаткой, которая считается редчайшей.
В СССР такие марки единственный раз применялись в 1922 году для оплаты служебной корреспонденции Народного комиссариата иностранных дел и других организаций, которая доставлялась воздушной почтой из Берлина в Москву. Одна из марок, номиналом в 50 копеек, с надпечаткой «Воздушная почта / 1200 германских марок» является одной из самых редких советских марок.
Некоторые служебные марки, например, марки Испании 1916 года для депутатов кортесов и сенаторов, не имеют номинала и являются бесплатными. В 1907—1922 годах в Египте использовались бесплатные служебные марки, которые производились при помощи надпечатки «O. H. H. S.» («Для службы его величества») на почтовых марках разных лет, в том числе 1888 года.
Даже Тибет выпустил служебные марки около 1950 года.
Большинство стран отказалось сегодня от служебных марок в пользу обычных марок и франкотипов. Однако некоторые страны продолжают выпускать служебные марки — преимущественно для филателистов.

## Служебные марки США
Ранним примером таких марок является выпуск в 1873 году в США девяти серий для канцелярии президента, министерства юстиции, военного и других ведомств, которые при одинаковом рисунке и номиналах отличались цветом.
В Законодательном акте, принятом Конгрессом США 3 марта 1873 года указывалось:

«…Генеральный почтмейстер обеспечивает подготовку специальной марки или маркированного конверта, предписанных к использованию только для официальной корреспонденции всех правительственных министерств».
Оригинальный текст (англ.)
"…the Postmaster General shall cause to be prepared a special stamp or stamped envelope, to be used only for official mail matter for each of the executive departments."

В этих целях 1 июля 1873 года, после отмены льготного франкирования, были эмитированы служебные марки для органов исполнительной власти и министерств сельского хозяйства, внутренних дел, юстиции, военно-морского, почт, финансов и военного. При этом марки использовались только в течение семи лет, в основном, по причине необходимости в подотчётности министерств в части использования служебных марок. Почтовое ведомство также напечатало маркированные служебные конверты для собственного пользования.
В марте 1877 года потребность в марках отпала, поскольку принятым Конгрессом актом государственным ведомствам разрешалось выпускать собственные конверты с грифом «Official Business» («Служебное»). Использование таких конвертов в личных целях наказывалось штрафом в размере 300 долларов. Служебные марки перестали печататься 30 июня 1879 года, но продолжали использоваться до полного истощения их запасов, пока не были официально выведены из обращения 5 июля 1884 года. В течение четырёх лет с 1910 по 1914 год служебные марки снова применялись в рамках программы сбережений на почтово-сберегательных счетах.
Первые современные почтовые марки США с напечатанным на них текстом «Official Mail» («Служебная почта») были выпущены 12 января 1983 года, когда снова стала вызывать вопросы прозрачность использования государственными ведомствами служебной корреспонденции. Основой композиции рисунка этих марок номиналом в 20 центов и маркированных конвертов стала Большая печать США. За выпуском 20-центовых марок в 1995 году последовал выпуск марки номиналом 32 цента и маркированного конверта.
Применялись в США и служебные марки для нужд почтовой службы. Их наклеивали, к примеру, на письма, если их вскрывали, чтобы определить получателя или отправителя, как это было в случае подобных марок США 1920 года. Надпись на этих марках гласила: «Officially sealed» («Вскрыто в служебном порядке»).